# Markus Tymister
Markus Tymister (* 25. Februar 1965 in Aachen) ist ein deutscher römisch-katholischer Priester und Theologe.

## Leben
Der Sohn Hans Josef Tymisters studierte nach Abitur 1984 an der Sankt-Ansgar-Schule von 1984 bis 1986 an der Universität Münster und von 1986 bis 1990 an der Gregoriana Theologie. Am 10. Oktober 1990 wurde er zum Priester geweiht. Von 1990 bis 1996 absolvierte er die Spezialisation in Liturgiewissenschaft am päpstlichen liturgischen Institut (dort erwarb er 1993 das Lizentiat und 1996 die Promotion zum Dr. lit. mit dem Thema Gemeinde und Vorsteher bei Taufe, Hochzeit und Beerdigung). Seit 1997 wirkt er in der pastoralliturgischen Ausbildung der Kandidaten für den ständigen Diakonat und das Presbyterat der Diözesen Aachen, Hamburg, Hildesheim, Osnabrück und Limburg und der im Pontificium Collegium Germanicum et Hungaricum de Urbe lebenden Kandidaten  mit. Von 1997 bis 2000 hatte er einen Lehrauftrag für Theologie und Liturgie an der Musikhochschule Lübeck. Als Dechant leitete er das Dekanat Wandsbek von Mai 2012 bis zur Abschaffung der Dekanate im Erzbistum Hamburg im Jahr 2017. Von März 2000 bis zur Auflösung der Pfarrei im März 2021 war er Pfarrer von St. Joseph (Hamburg-Wandsbek) und ist seit März 2021 Mitarbeiter in der Pastoral der neu gegründeten Pfarrei St. Paulus – Apostel der Völker (Hamburg-Billstedt/Tonndorf/Wandsbek). Zuvor war er Kaplan am St. Marien-Dom (Hamburg) und St. Erich (Hamburg-Rothenburgsort).
Er lehrt als ordentlicher Professor am Päpstlichen Liturgischen Institut am Pontificio Ateneo Sant’Anselmo und an der Theologischen Fakultät der Päpstlichen Universität Urbaniana in Rom. Er befasst sich besonders mit Sakramententheologie und Liturgiegeschichte, dem Sakrament der Versöhnung, der eucharistischen Konzelebration und den Priesterlosen Sonntagsgottesdiensten. Er war seit 1997 Mitglied der Kirchenmusikkommission des Erzbistums Hamburg. Seit Mai 2017 ist er Vorsitzender der Diözesanen Kommission für Liturgie, Kirchenmusik, Kirchbau und sakrale Kunst des Erzbistums. Im September 2018 nach der Ernennung zum Professor extraordinarius am Pontificio Ateneo Sant’Anselmo übernahm er die Schriftleitung der Zeitschrift Ecclesia Orans. Er ist Mitglied der Redaktionen Ephemerides liturgicae und Mitglied des wissenschaftlichen Beirats von Teologiczne Studia Siedleckie. Er ist Mitherausgeber der Reihen Theologia mundi ex Urbe. Römische Studien/Roman Studies und Theologia mundi ex Urbe. Kleine Schriften/Collected Papers im LIT-Verlag (Münster).

## Werke
- Il ruolo dell’assemblea liturgica e del presidente secondo i rituali del battesimo dei bambini, del matrimonio e delle esequie (= Thesis ad Lauream. Band 226a). Pontificium Athenaeum S. Anselmi de Urbe, Rom 1996, OCLC 716147195 (zugleich Dissertation, Päpstliches Athenaeum Sant’Anselmo 1996).
- La concelebrazione eucaristica. Storia. Questioni teologiche. Rito (= Liturgica opera prima. Band 13) (= Bibliotheca Ephemerides liturgicae. Subsidia. Band 182). CLV-Edizioni liturgiche, Rom 2017 (2. Auflage 2018), ISBN 8873672221.
- Der liturgische Dienst der Priester, Diakone und Akolythen. Ein Vademecum der Pastoralliturgik. Fromm Verlag, Saarbrücken 2017, ISBN 6202440880.
- La concelebración eucarística. Historia, cuestiones teológicas, rito (= Biblioteca litúrgica. Band 55). Centre de Pastoral Litúrgica, Barcelona 2018, ISBN 8491650792.
- Der liturgische Dienst der Priester, Diakone, Akolythen und Lektoren. Ein Vademecum der Pastoralliturgik. Lit-Verlag, Münster 2021, ISBN 978-3-643-91397-5